# Johan Carlsen
Johan Niels Gottlob Carlsen (født 13. januar 1850 i København, død 12. juni 1919 sammesteds) var en dansk læge og medicinalstatistiker.
Carlsen tog skolelærereksamen, blev derefter student 1875, cand. med. 1881, dr. med. 1890. I 1897 blev Carlsen kommunelæge i København, medlem af 
centralbestyrelsen for Nationalforeningen til Tuberkulosens Bekæmpelse 1903. Carlsen har særlig beskæftiget sig med filantropi og medicinalstatistik og udgav siden 1891 Medicinalberetningen for Kongeriget Danmark, i de første 9 år sammen med Hoff, derefter alene. I samme tidsrum udgav han .Dødsaarsagerne i Kongeriget Danmark. Han har desuden skrevet en stor mængde afhandlinger og 1896—1900 været medredaktør af Dansk Sundhedstidende. Det skyldes hans initiativ, at den såkaldte Børnehjælpsdag kom i Stand (fra 1905).